# Dejan Kulusevski
Dejan Kulusevski (ur. 25 kwietnia 2000 w Sztokholmie) – szwedzki piłkarz pochodzenia macedońskiego, występujący na pozycji napastnika, reprezentant Szwecji. 
Wychowanek Brommapojkarny, w trakcie swojej kariery grał także w takich zespołach jak Atalanta oraz Parma.